# Tephrosia egregia
Tephrosia egregia är en ärtväxtart som beskrevs av Noel Yvri Sandwith. Tephrosia egregia ingår i släktet Tephrosia och familjen ärtväxter. Inga underarter finns listade i Catalogue of Life.